# テノチティトラン

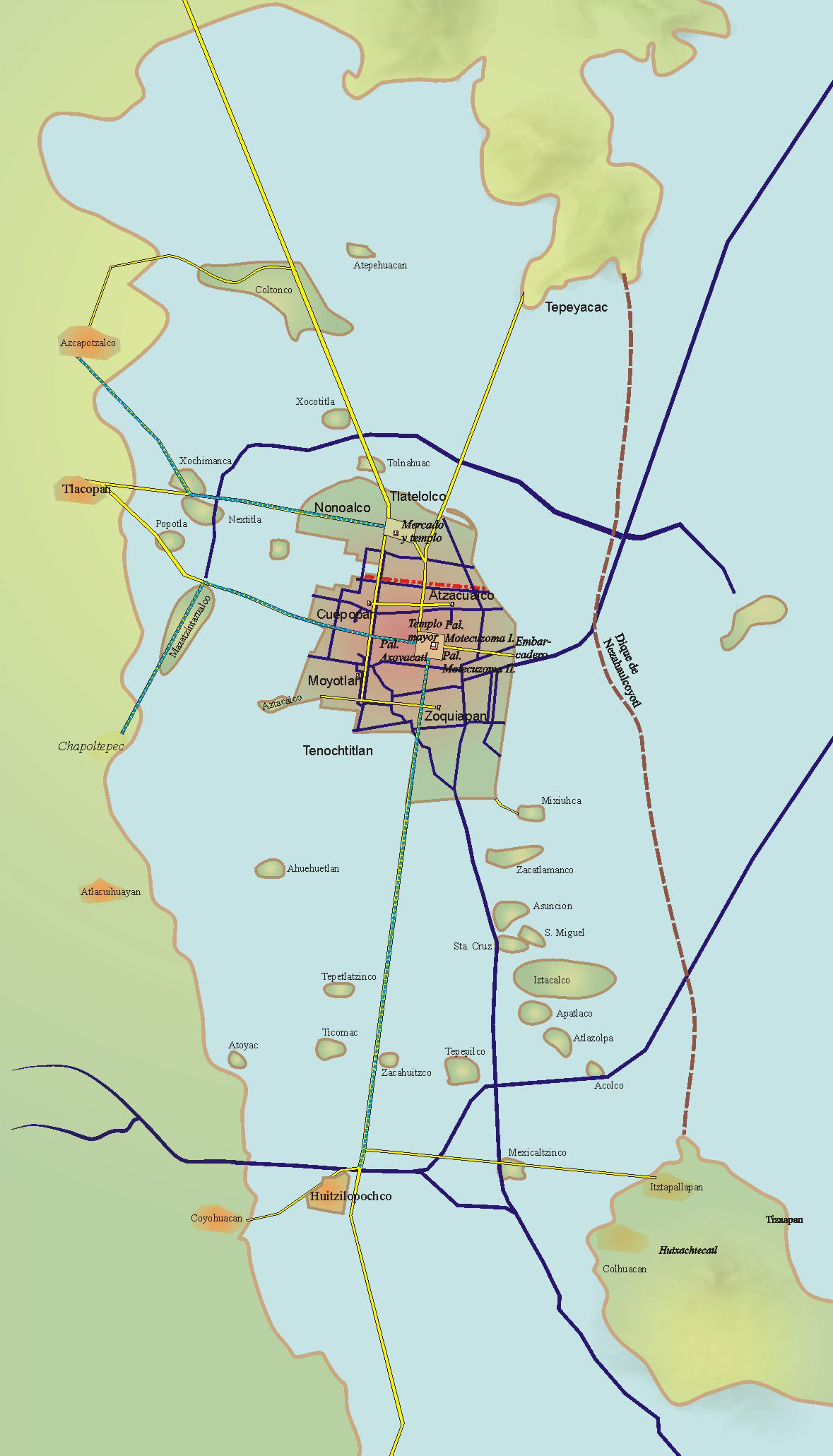
テスココ湖の島上にあるテノチティトランの俯瞰図

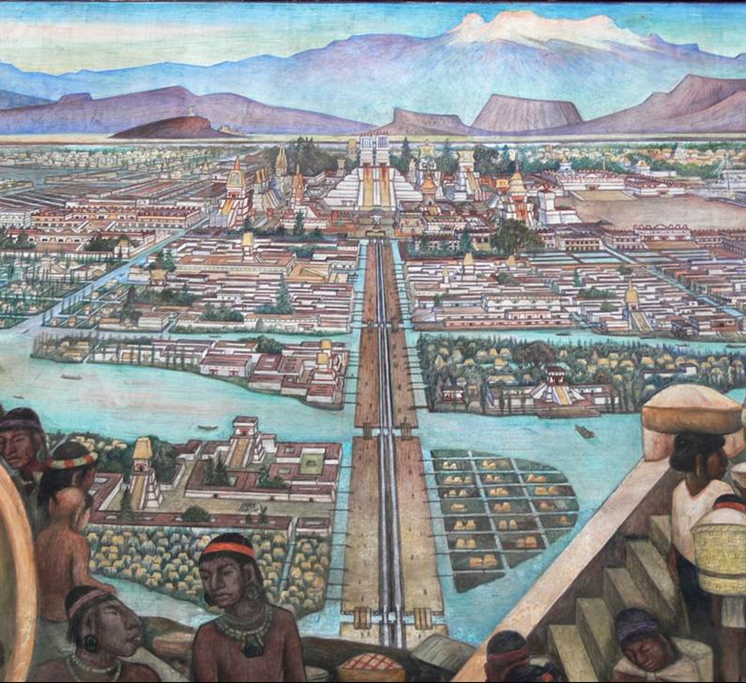
市内の想像図

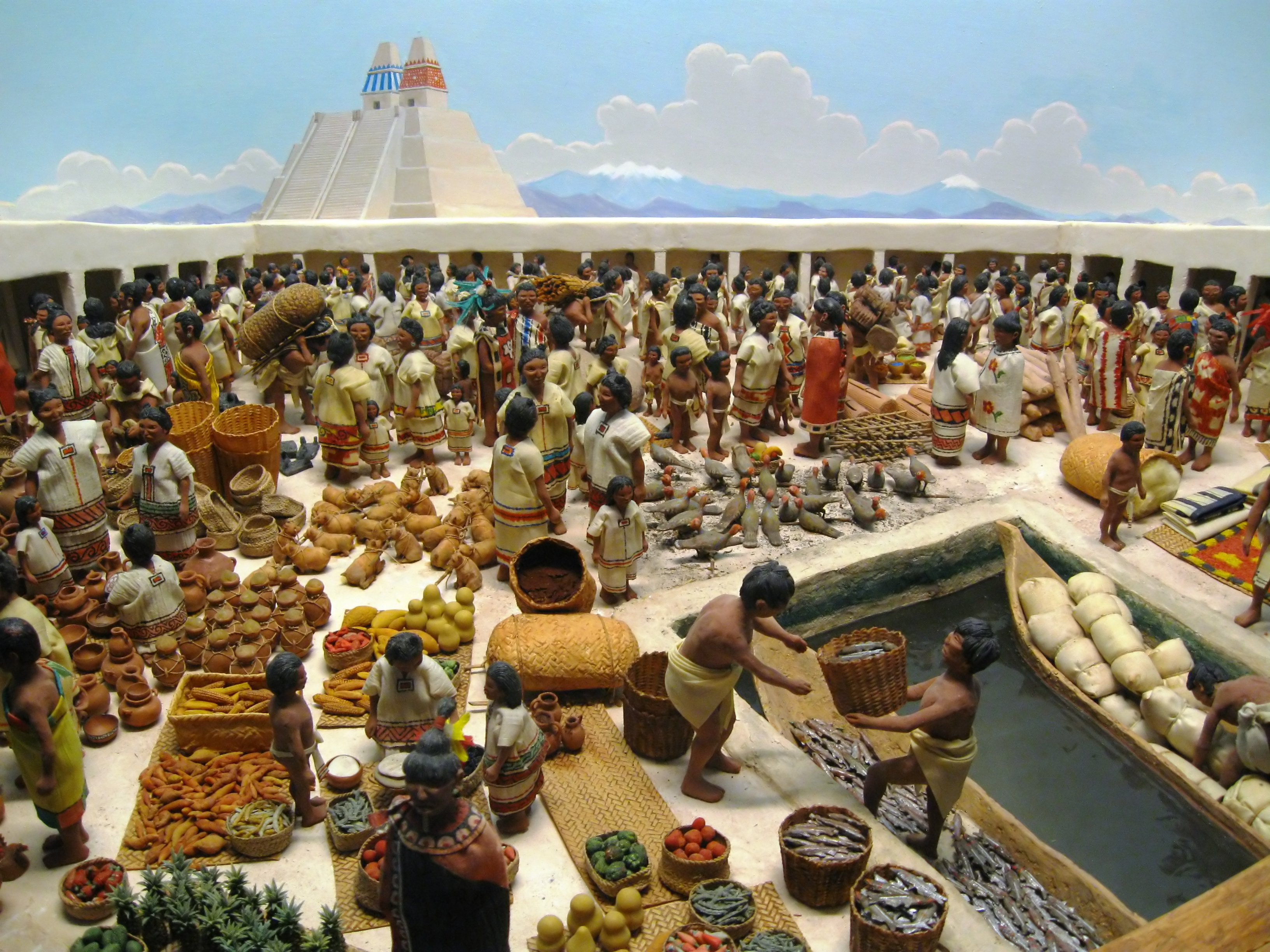
テノチティトランの市場の模型

アステカ文字表記

テノチティトラン（Tenochtitlan、古典ナワトル語: Tenōchtitlan [tenoːtʃˈtitɬan]）は、かつてのアステカの首都。最盛期には人口は約30万人であったと伝えられる。テスココ湖の島上に建設された。現在のメキシコシティに相当する。テノチティトランはナワトル語で「石のように硬いサボテン(ウチワサボテン)が群生しているところ」を意味する。

## 概史
16世紀初頭、スペイン人のコンキスタドール、エルナン・コルテスによってアステカが征服されたのち、1520年代に破壊された。コルテスは、植民地「ヌエバ・エスパニョーラ」の首都、現在のメキシコシティを、テノチティトランの廃墟の上に立て、その別名メシコをもって新しい都市の名とした。現在テスココ湖はほとんど埋め立てによって消失している。
テスココ湖湖岸にはさまざまな民族が渡来したが、いずれも長くは居住しなかった。テスココ湖周辺への本格的な定住はアステカ民族によって始まる。

メキシコの国章

アステカ人はウィツィロポチトリの神託に従ってテノチティトランに移住した。この伝説は、アステカ人が新しい都を築くべき地は、蛇を咥えた鷲がサボテンにとまっている地であるという神官の予言であった。ちなみにこの伝説ないし部族の予言は、今日のメキシコの国旗の中央にも描かれている国章のデザインにもなっている。テスココ湖の沼沢地に覆われた島がその場所であるという啓示を得たとき、アステカ人は建設の困難にひるまず、沼沢地を干拓することをはじめた。干拓によって十分に乾いた土地が得られたのち、1325年テノチティトランが建設された。
アステカ帝国の発展に伴って、テノチティトランはメソアメリカで最大の都市となった。テノチティトランの交易圏は、メキシコ湾沿岸、太平洋沿岸、またおそらくはインカ帝国まで及んだ。
テノチティトランは湖の湖岸といくつかの橋で結ばれていた。都市には多くの水路が築かれ、橋が渡されて、都市のすべての場所は、徒歩でもカヌーでも訪れることができた。皇帝アウィツォトルの治世下、ある洪水の後、メソアメリカにおける最も壮麗な様式を用いた都市が再建された。
コルテスがテノチティトランを訪れたのは1519年11月8日である。このときテノチティトランは20万人から30万人の人口を持ち、同時代のパリやコンスタンティノポリス（現在のイスタンブール）と並ぶ世界有数の規模であったと考えられている。このときコルテスは神ケツァルコアトルの再来と信じられたため、ほとんど抵抗なくこの都市を征服することが出来た。コンキスタドーレスの中にはヴェネツィアやコンスタンティノポリスを訪れたことがある者もいたが、いままで訪れた都市の中ではテノチティトランが最も素晴らしいとみな証言している。

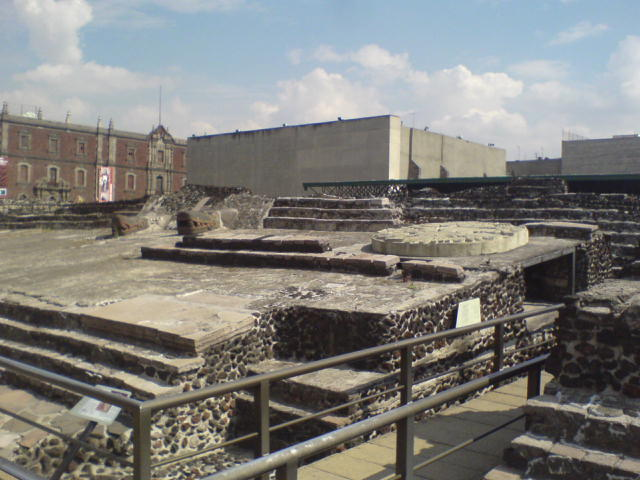
神殿遺跡テンプロ・マヨール

数か月にわたる抵抗ののち、コルテスが部下とともにテノチティトランを征服したのは1521年8月13日である。街は完全に破壊され、切り出した石材を使ってその上にメキシコシティが築かれた。1913年、ソカロ広場から神殿の一部が発見されて掘り起こされ、野外博物館となっている。また、1978年にも神殿の跡地が発掘されてテンプロ・マヨール（大寺院）と命名され、同様に博物館となっている。しかし、都心なのでこれ以上の発掘は望めないのが現状である。